# Norops capito
Norops capito este o specie de șopârle din genul Norops, familia Polychrotidae, descrisă de Peters 1863. Conform Catalogue of Life specia Norops capito nu are subspecii cunoscute.